# 密立根环形山
密立根环形山（Millikan）是位于月球背面北半部一座古老的大撞击坑，约形成于39.2-38.5亿年前的酒海纪，其名称取自美国物理学家罗伯特·安德鲁斯·密立根（1868年-1953年），1970年被国际天文学联合会正式批准接受。

## 描述

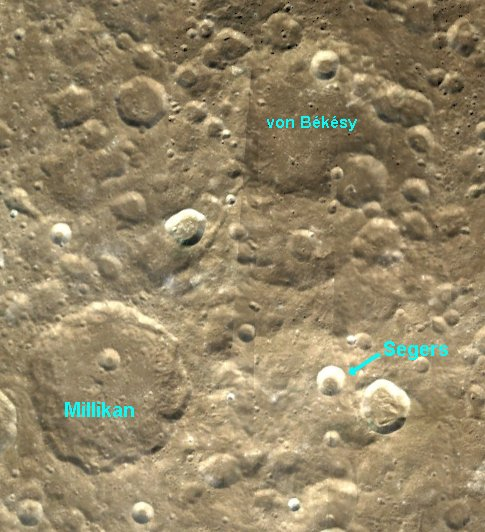
密立根环形山的周边

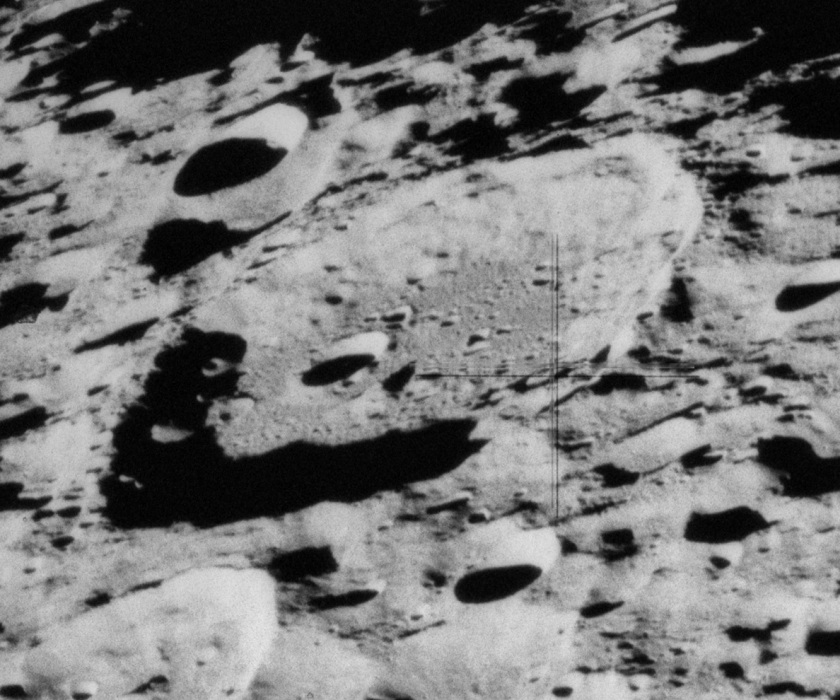
阿波罗16号测绘相机拍摄的斜视图

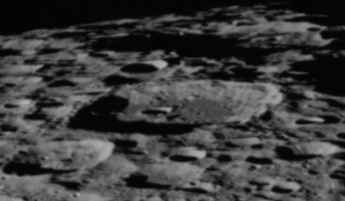
阿波罗14号哈苏相机拍摄的斜视图

该陨坑西北靠近斯旺陨石坑、东北濒临冯·贝凯希环形山、小陨坑塞赫尔斯和拉叶陨石坑分别位于它的东侧和西南偏西、南面则横亘了赫·乔·威尔斯环形山。
该陨坑中心月面坐标为46°46′N 121°31′E / 46.76°N 121.52°E，直径93.97公里，深度约2.84公里。
密立根环形山轮廓大体圆状，边缘较为清晰。沿东、南二侧因部分壁顶内塌而显得参差不齐。内侧壁缺乏如南面更小的康托尔环形山所拥有的阶地结构。密立根环形山坑壁最大高出周边地形1450米，陨坑内部容积约有8594立方千米。坑底表面相对平坦，靠北部散布有许多小陨坑，其中中心点以北坐落了一座醒目的碗状坑，而偏西处则矗立了一座由钙长石（A）和含85-90%斜长石的辉长-苏长-橄长斜长岩（GNTA1）构成的低矮中央峰。

## 卫星陨石坑
按照惯例，最靠近密立根环形山的卫星坑在月图上以字母标注在该坑中心点的旁边。

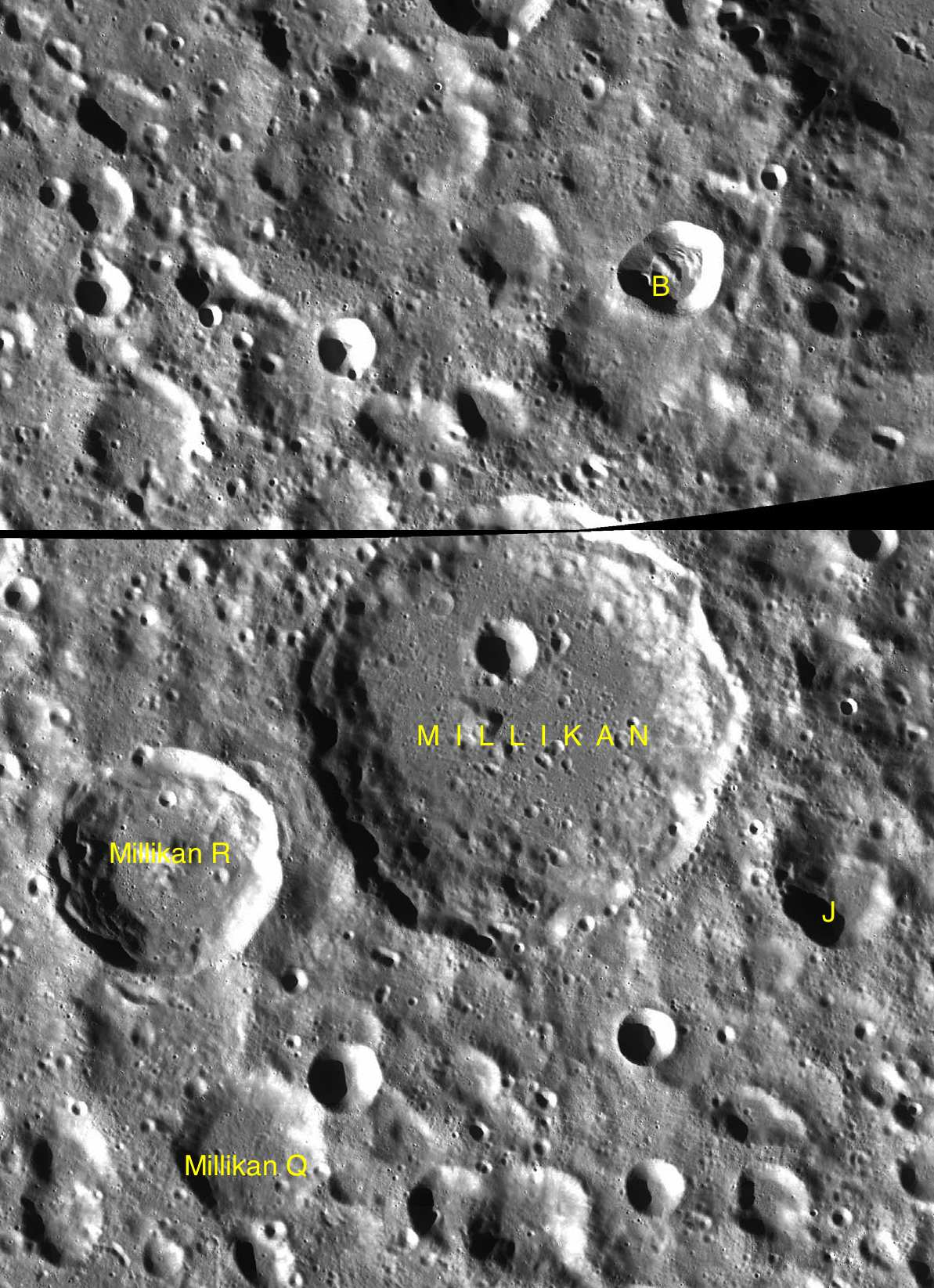
LAC-16和LAC-30拼接图

| 密立根 | 纬度    | 经度     | 直径    |
| ------ | ------- | -------- | ------- |
| B      | 49.8° N | 123.5° E | 21 公里 |
| J      | 45.8° N | 124.6° E | 36 公里 |
| Q      | 43.9° N | 118.6° E | 33 公里 |
| R      | 46.0° N | 117.7° E | 49 公里 |

- 卫星坑密立根 Q约形成于酒海纪[1]；
- 卫星坑密立根 R约形成于早雨海世[1]。

## 图集

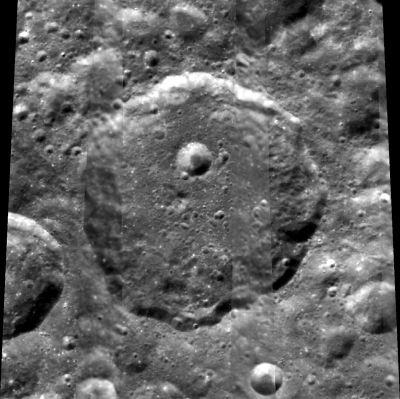
密立根环形山-克莱门汀号拍摄

## 另请参阅
- Andersson, L. E.; Whitaker, E. A. . NASA RP-1097. 1982.
- Blue, Jennifer. . USGS. July 25, 2007  [2007-08-05]. （原始内容存档于2012-04-08）.
- Bussey, B.; Spudis, P. . New York: Cambridge University Press. 2004. ISBN 978-0-521-81528-4.
- Cocks, Elijah E.; Cocks, Josiah C. . Tudor Publishers. 1995. ISBN 978-0-936389-27-1.
- McDowell, Jonathan. . Jonathan's Space Report. July 15, 2007  [2007-10-24]. （原始内容存档于2012-05-26）.
- Menzel, D. H.; Minnaert, M.; Levin, B.; Dollfus, A.; Bell, B. . Space Science Reviews. 1971, 12 (2): 136–186. Bibcode:1971SSRv...12..136M. doi:10.1007/BF00171763.
- Moore, Patrick. . Sterling Publishing Co. 2001. ISBN 978-0-304-35469-6.
- Price, Fred W. . Cambridge University Press. 1988. ISBN 978-0-521-33500-3.
- Rükl, Antonín. . Kalmbach Books. 1990. ISBN 978-0-913135-17-4.
- Webb, Rev. T. W.  6th revised. Dover. 1962. ISBN 978-0-486-20917-3.
- Whitaker, Ewen A. . Cambridge University Press. 1999. ISBN 978-0-521-62248-6.
- Wlasuk, Peter T. . Springer. 2000. ISBN 978-1-85233-193-1.